# Klotzenhof (Großheubach)
Klotzenhof ist ein Gemeindeteil des Marktes Großheubach im unterfränkischen Landkreis Miltenberg in Bayern. Klotzenhof liegt in der Gemarkung Großheubach.

## Geografie
Das Dorf liegt am Westhang der bewaldeten Anhöhe des Spessarts. Westlich des Heubachs befindet sich ein ehemaliger Steinbruch, der als Geotop ausgezeichnet ist. Im Norden gibt es ein Modellflugplatz. Ein Anliegerweg führt 700 Meter westlich zur Staatsstraße 2441.

## Geschichte
Der Ort wurde 1280 als „Kloczenhusen“ erstmals urkundlich erwähnt und gehörte damals zum Deutschen Orden. 1284 trat der Deutsche Orden Klotzenhof an das Kloster Himmelthal ab. 1730 gelangte Klotzenhof an den Generalmajor Anton Otto von Closs. Dieser ließ drei Höfe errichten. 1755
errichteten die Jesuiten im Ort eine Kapelle.
Mit dem Gemeindeedikt (frühes 19. Jahrhundert) wurde Klotzenhof der Ruralgemeinde Großheubach zugewiesen. Diese unterstand ursprünglich in Verwaltung und Gerichtsbarkeit dem Landgericht Klingenberg.

## Baudenkmäler
- Haus Nr. 1: Nebengebäude
- Kapelle
- Sogenannter Saustall
- Zwei Wegkreuze, ein Bildstock, eine Mariensäule